# الکساندر ووچیچ
الکساندر ووچیچ (سیریلیک صربی: Александар Вучић؛ زادهٔ ۵ مارس ۱۹۷۰) یک سیاستمدار اهل صربستان است. وی از ۳۱ مه ۲۰۱۷ پنجمین رئیس‌جمهور صربستان است. وی پیشتر نخست‌وزیر این کشور بود.